# Эпизод с Джорджем Стефанопулосом
«Эпизод с Джорджем Стефанопулосом» (англ. The One with George Stephanopoulos) — четвертый эпизод первого сезона сериала «Друзья», транслируемого на телеканале NBC. Премьера состоялась 13 октября 1994 года. Эпизод был снят Джеймсом Берроузом и написан Алексой Юнге.
В данной серии парни решают отвлечь Росса от его воспоминаний о Кэрол и идут на хоккей, а девушки устраивают пижамную вечеринку и рассуждают о своей жизни.
Эпизод занял 132 место среди всех 236-ти серий сериала.

## Сюжет
Фиби страдает от недосыпа из-за нового кавалера своей бабушки. Моника предлагает ей переночевать в своей квартире.
Чендлер и Джоуи хотят пригласить Росса на хоккейную игру в качестве «подарка на день рождения» (хотя день рождения Росса был 7 месяцев назад). Росс отказывается от билета — он в депрессии, т.к. это день, когда он и его бывшая жена Кэрол «были вместе в первый раз». В конце концов, Росс соглашается на приглашение.
Тем временем Рэйчел получает свою первую зарплату в качестве официантки. Сначала она очень рада, но позже обнаружила, что почти всё ушло на налоги. Фиби сравнивает это со сказкой про Джека и бобовое зернышко: он потерял корову, но приобрёл волшебные бобы, однако ее метафору никто не понимает. Позже в кафе заходят старые подруги Рэйчел из элитного общества: Лесли, Кики и Джоанна, они встречают друг друга громкими возгласами, Фиби сравнивает их с птицами из программы про животных. Каждая чем-то хвастается: одна скоро станет мамой, другая прилично сбросила в весе, а третья получила «выгодную партию». Все это очень расстраивает Рэйчел, так как раньше она тоже все это имела, а теперь не знает что ждет ее в будущем.
На хоккейной игре Росс продолжает вспоминать о Кэрол, что раздражает Чендлера и Джоуи. Позже его настроение улучшается, однако во время игры Россу в лицо прилетает шайба и ребята вынуждены отправиться в неотложку.

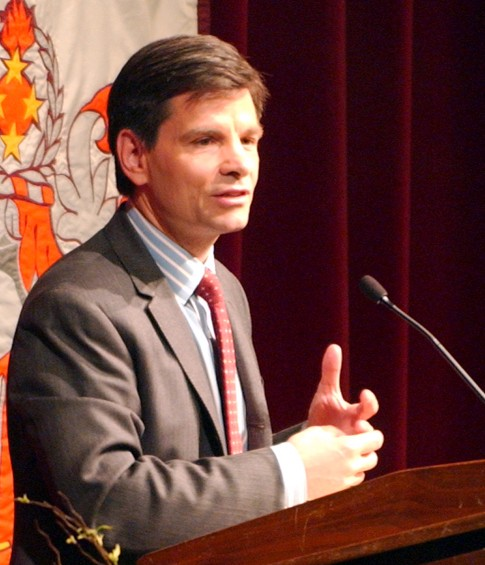
Джордж Стефанопулос, о котором разговаривают девушки

В больнице Россу не спешат помогать, ему приходится «бороться» с медсестрой регистратуры (та неспешно разговаривает по телефону с руководством компании по производству шоколадных батончиков). Чендлер берет медсестру на себя. Джоуи и Росс продолжают рассуждать о женщинах и жизни. Тут Росс обнаруживает, что «его» шайба пропала. Оказывает какой-то мальчик нашел её и взял себе, а отдавать не хочет. После короткой борьбы за шайбу она вылетает из рук мальчика и попадает прямо в лицо медсестре. Россу накладывают шину на нос и Чендлер замечает, что тот хорошо бы смотрелся в «Молчании ягнят».
Моника и Фиби решили устроить пижамную вечеринку с ромовым пуншем и пиццей. Рэйчел возвращается без настроения, тут же ей звонят из банка, интересуясь почему ее доходы/расходы резко сократились. Моника и Фиби пытаются поднять ей настроение, однако все впадают в расстройство, осознавая что и их жизнь не очень-то счастливая.
Приходит доставщик пиццы и приносит не ту пиццу, которую они заказывали; девушки расстраиваются еще больше, однако обнаруживают, что это пицца предназначалась для «Дж. Стефанопулоса» мужчины из дома напротив. Девушки платят за его пиццу и бегут на балкон с биноклем, чтобы шпионить за Джорджем. Пока они шпионят за ним, они напиваются и обсуждают парней (в том числе Росса, Чендлера и Джоуи), а позже начинают рассказывать друг другу секреты, связанные с их совместным прошлым: так например, Фиби целовалась с парнем Моники через час после того, как тот её бросил, а Моника кормила Фиби гусиным паштетом, зная что та вегетарианка. Рэйчел рассказывает про парня Моники из школы и всё перерастает в скандал, однако все замолкают, когда Джордж появляется в окне напротив в одном полотенце.
Вечером все ребята играют в твистер. Рэйчел снова звонят из банка и спрашивают почему она не пользуется своей карточкой, она с любовью смотрит на своих друзей и говорит, что у неё все в порядке, так как у неё есть «бобы».

## В ролях

### Основной состав
- Дженнифер Энистон — Рэйчел Грин
- Кортни Кокс — Моника Геллер
- Лиза Кудроу — Фиби Буффе
- Мэтт Леблан — Джоуи Триббиани
- Мэттью Перри  — Чендлер Бинг
- Дэвид Швиммер — Росс Геллер

### Эпизодические роли
- Мэри Пэт Глисон — медсестра Сайзмор;
- Мэриэнн Хаган — Джоанна;
- Мишель Майка — Кики;
- Лиза Брайт — Лесли;
- Шон Уален — доставщик пиццы;
- Бенжамин Кайа — мальчик в больнице.

## Приём
Данную серию просмотрели 19,7 млн. зрителей.
В рейтинге всех 236-ти серий сериала данный эпизод занял 132 место.

## Культурные отсылки
- Парни идут на игру хоккейной команды «New York Rangers»[2].
- В оригинальной озвучке Рэйчел не может вспомнить Джорджа Стефанопулуса и путает его с Джорджем Снаффлупагусом (англ. George Snuffleupagus) из «Улицы Сезам»[3]. В русском же переводе она говорит: «Кто этот Джордж Стефанофаллос?» или «Кто этот Джордж... Снюхозалупос?[7]». Возможно, что это единственный случай когда русский перевод грубее оригинального.